# شهرستان مانهن
مانهن (به انگلیسی: County Monaghan) یک شهرستان در ایرلند است که در اولستر واقع شده‌است.

## خصوصیات
مانهن ۱٬۲۹۵ کیلومترمربع مساحت و ۶۰٬۴۸۳ نفر جمعیت دارد.